# Desroches
Die Insel Desroches liegt 230 km südwestlich von Mahé, der Hauptinsel der Seychellen, und gehört zur Gruppe der Amiranten. Sie ist die einzige Insel des gleichnamigen Atolls und weist eine Landfläche von etwa 3,24 km² auf. Desroches ist 6,2 km lang und 1 km breit, misst an der schmalsten Stelle aber nur knapp die Hälfte.
Ihre Küste wird von einem 15 km langen feinen Sandstrand gesäumt. Sie erhielt ihren Namen 1771 durch Chevalier de Roslan, der das Schiff L'Heure du Berger befehligte und an Gouverneur des Roches der „Iles de France et de Bourbon“ erinnern wollte. Die Briten nannten die Insel wegen ihres dichten Baumbestands auch Wood Island. Die Insel war einst der Hauptlieferant für seychellische Kopra. Heute beheimatet die Insel das Four Seasons Resort, ein kleines Luxushotel mit knapp über 100 Zimmern.